# إي. جاي ماثر
إي. جاي ماثر (بالإنجليزية: E. J. Mather)‏ هو مدرب كرة سلة أمريكي، ولد في 4 يونيو 1887 في أوتوموا في الولايات المتحدة، وتوفي في 26 أغسطس 1928 في آن آربر في الولايات المتحدة بسبب سرطان.